# 알타이 공화국의 행정 구역
다음은 알타이 공화국의 행정 구역이다.

## 행정 구역
도시형 정착지(읍)는 없으며 91개의 촌락형 정착지가 있다. 도시는 연방주체 지정시인 고르노-알타이스크가 유일하다. 알타이 공화국에서 군에 해당하는 행정 구역은 아이막(Аймаг)이라고 불린다.
- 1개 공화국 지정 도시
  - 고르노알타이스크 (Горно-Алтайск)
- 10개 아이막
  - 체말스키군 (Чемальский)
  - 초이스키군 (Чойский)
  - 코시아가치스키군 (Кош-Агачский)
  - 마이민스키군 (Майминский)
  - 온구다이스키군 (Онгудайский)
  - 셰발린스키군 (Шебалинский)
  - 투로착스키군 (Турочакский)
  - 울라간스키군 (Улаганский)
  - 우스티칸스키군 (Усть-Канский)
  - 우스티콕신스키군 (Усть-Коксинский)